# Nielkekjaure
Nielkekjaure är en sjö i Jokkmokks kommun i Lappland och ingår i Piteälvens huvudavrinningsområde. Sjön har en area på 0,0819 kvadratkilometer och ligger 446,2 meter över havet. Nielkekjaure ligger i Udtja Natura 2000-område. Sjön avvattnas av vattendraget Nielkekjåkkå.

## Delavrinningsområde
Nielkekjaure ingår i det delavrinningsområde (734911-167201) som SMHI kallar för Mynnar i Sikån. Medelhöjden är 515 meter över havet och ytan är 42,82 kvadratkilometer. Det finns inga avrinningsområden uppströms utan avrinningsområdet är högsta punkten. Nielkekjåkkå som avvattnar avrinningsområdet har biflödesordning 4, vilket innebär att vattnet flödar genom totalt 4 vattendrag innan det når havet efter 152 kilometer. Avrinningsområdet består mestadels av skog (81 procent) och sankmarker (17 procent). Avrinningsområdet har 0,72 kvadratkilometer vattenytor vilket ger det en sjöprocent på 1,7 procent.